# جی‌ادیت
جی‌ادیت (به انگلیسی: gedit) ویرایشگر متن در میزکار گنوم است که در لینوکس، ویندوز و مک او اس کار می‌کند. طراحی آن به صورت یک ویرایشگر متن چندمنظوره است و همچنین از ابزارهایی برای ویرایش کد منبع و زبان‌های ساختاری همچون زبان نشانه‌گذاری بهره می‌برد.

این نرم‌افزار طوری طراحی شده‌است که رابط کاربری ساده و تمیزی داشته‌باشد و تحت پروانه عمومی همگانی گنو منتشر می‌شود.

## ویژگی‌ها
جی‌ادیت از یک برجسته‌ساز کد نیز برای برنامه‌های مختلف و زبان‌های نشانه‌گذاری استفاده می‌کند. رابط کاربری جی‌ادیت از تب برای بازنمودن پرونده‌های مختلف پشتیبانی می‌کند. همین‌طور از آندو و ریدو و همین‌طور جستجو و جایگزین به طور کامل پشتیبانی می‌کند.